# Vicent Guaita Panadero
Vicent Guaita Panadero (nascut el 18 de febrer de 1987 a Torrent), és un futbolista valencià que juga com a porter.
Ha jugat 176 partits a La Liga durant vuit temporades, amb el València CF i el Getafe CF, així com una temporada cedit al Recreativo de la Segona Divisió.

## Carrera esportiva
Prové del planter de l'equip de Monte-Sión on estigué jugant fins que el va fitxar per a les categories inferiors del València CF, on es va formar fins que va arribar al València CF Mestalla, amb el qual va aconseguir l'ascens a Segona Divisió B en la campanya 2007/2008, on l'equip va assolir la segona posició en la Tercera Divisió.
La temporada 2008/2009, després que marxés Santiago Cañizares, realitza la pretemporada amb el primer equip, tenint l'ocasió de debutar en alguns amistosos. La temporada la comença en el filial, encara que Unai Emery li dona l'oportunitat de disputar alguns partits amb el primer equip a la Copa del Rei i la Copa de la UEFA després de les exclusions de les convocatòries de Timo Hildebrand. El 18 de gener de 2009 va debutar a Primera Divisió, substituint el lesionat Renan en un partit davant l'Athletic Club. És relegat a la suplència amb el fitxatge en el mercat d'hivern de César Sánchez. Tanmateix, la temporada 2010/2011, davant les lesions de César i Moyà, Guaita va poder jugar diversos partit de titular, tant en Champions League com en lliga, quallant bones actuacions.

### Crystal Palace
El 2 de febrer de 2018, l'entrenador del Crystal Palace FC, Roy Hodgson, va confirmar que Guaita havia accedit a fitxar pel club. El traspàs va ser confirmat pel club el 8 de juny, i el jugador va signar contracte per tres anys. Va debutar a la Premier League el 15 de desembre, mantenint la porteria a zero en una victòria a casa per 1–0 contra el Leicester City FC.

## Palmarès
Getafe
- Ascens a 1a divisió: 2017[4]

Individual
- Trofeu Ricardo Zamora: Segona divisió 2009-10